# Başkändpasset
Başkändpasset armeniska: Başkənd aşırımı) är ett bergspass i Azerbajdzjan. Det ligger i distriktet Gädäbäy rajon, i den västra delen av landet, 400 km väster om huvudstaden Baku. Başkändpasset ligger 2 144 meter över havet.
Terrängen runt Başkändpasset är huvudsakligen kuperad, men söderut är den bergig. Närmaste större samhälle är Çatax, 17,4 km norr om Başkändpasset. 
Omgivningarna runt Başkändpasset är en mosaik av jordbruksmark och naturlig växtlighet. Runt Başkändpasset är det ganska tätbefolkat, med 70 invånare per kvadratkilometer.